# Alfredo Catalani
Alfredo Catalani (Lucca, 19 de juny de 1854 – Milà, 7 d'agost de 1893), compositor d'òpera italià, conegut principalment per les obres La Wally (1892, sobre libretto de Luigi Illica, que conté la més cèlebre ària de les compostes per Catalani, Ebben? ne andrò lontana en l'Acte I) i Loreley (1890). Altres òperes van tindre menys èxit, aguditzat per llibrets de baixa qualitat literària.
Després d'estudis a Itàlia on fou deixeble de Fortunato Magi i Carlo Angeloni, i París, Catalani va presentar el 1875 la breu òpera La Falce (La Dalla) com prova final per al Conservatori. Es tractava d'un treball excèntric i vigorós a l'estil wagnerià, amb llibret d'Arrigo Boito.
El pintor Tranquillo Cremona va ser un admirador de Catalani, tant de l'home com de l'artista, tant que li va suplicar deixar-se retratar junt amb la bella Lisetta Cagnoli, amant també de l'"scapigliato" Carlo Dossi, en una intensa, vaporosa i tard-romàntica obra coneguda com L'heura.
Giuseppe Verdi, no va apreciar ni aquesta ni les següents òperes de Catalani, i el va criticar durament, provocant l'àcida resposta del compositor: 
| « | «Compare Verdi amb els poetes del 1600, que amb les seues hipèrboles feien delirar la bona gent. Verdi, al seu torn, la fa delirar amb crits i efectes buits de sentit comú». | » |

Més avant Catalani es va acostar al moviment de la Scapigliatura milanesa, i als artistes més "progressistes", prenent en consideració, a més de les teories Richard Wagner, la renovació del sinfonisme i del drama líric francés. Però d'aquest interès no obtindria més que alguns treballs secundaris que la crítica va considerar unànimement com desafortunats, encara que Dejanice va ser elogiada pel llavors jove Giacomo Puccini, qui posteriorment la va dirigir, i Lipsia per Gustav Mahler. Catalani es va fascinar posteriorment amb les atmosferes nòrdiques, que li van servir d'inspiració per a les seues òperes Loreley (reelaboració d'Elda) que només seria representada després de la mort del compositor, i sobretot amb La Wally de 1892, el seu últim treball.
Ocupava el càrrec de professor de composició del Conservatori de Milà, on va tenir entre els seus alumnes a Gaetano Luporini, quan el 1893, als 39 anys, va morir de tuberculosi després d'una vida dramàtica i turmentada. El seu lloc va ser ocupat per Gaetano Coronaro. Va ser soterrat en el cementeri monumental de Milà. Poc afectuosament, Verdi no va mostrar el seu condol ni tan sols amb un telegrama. No obstant el món musical italià va viure amb consternació la pèrdua d'una de les majors promeses de la Nova Escola.

## Obres

### Òperes
- La falce (La dalla), Milà 19 de juliol de 1875
- Elda, Torí, 31 de gener de 1880, reelaborada com Loreley
- Dejanice, Milà, 17 de març de 1883
- Edmea, Milà, 27 de febrer de 1886
- Loreley, Torí, 16 de febrer de 1890
- La Wally, Milà, 20 de gener de 1892

### Altres
- Missa per cor, solistes i orquesta, Lucca, 1872